# Elia Elia
Pour les articles homonymes, voir Elia.
Pas d'image ? Cliquez ici

a Compétitions nationales et continentales officielles uniquement.

b Matchs officiels uniquement.
Dernière mise à jour le 6 août 2024.
Elia Elia, né le 22 janvier 1996 à Christchurch (Nouvelle-Zélande), est un joueur de rugby à XV international samoan évoluant au poste de talonneur.

## Carrière

### En club
Elia Elia commence à jouer au rugby dans sa ville natale de Christchurch. Il représente la province de Canterbury en moins de 19 ans, puis avec l'équipe B,.
En 2016, il est repéré par le club anglais des Harlequins, à l'occasion d'une tournée en Europe de l'équipe des Samoa, qui le font signer un contrat de quelques mois afin de compenser les blessures de plusieurs talonneurs du club,. Même s'il ne joue aucune rencontre lors de la saison 2016-2017, il se montre suffisamment convaincant aux entraînements pour voir son contrat prolongé pour une plus longue durée. Il obtient par la suite un temps de jeu conséquent avec le club londonien, ce qui lui permet de voir son contrat une nouvelle fois prolongé en 2019. Lors de la saison 2020-2021, son club est sacré champion d'Angleterre, mais il ne participe pas aux phases finales. Il n'est pas conservé au terme de la saison, et quitte le club.
En juillet 2021, il signe un contrat d'un an avec l'US bressane, récemment promue Pro D2. Il dispute dix-sept matchs lors de sa première saison, et ne peut empêcher son club d'être relégué en Nationale.
Il s'engage ensuite avec l'USO Nevers, évoluant également en Pro D2, pour un contrat de deux saisons plus une autre en option.
À la fin de l'année 2023, alors qu'il fait partie des meilleurs marqueurs d'essais de Pro D2, il est annoncé qu'il doit rejoindre Oyonnax Rugby en Top 14 la saison prochaine,. Néanmoins, il décide à la place de s'engager avec le Montpellier HR, pour un contrat de trois saisons. Finalement, en mai 2024, il est annoncé qu'il ne rejoindra pas le club montpellierain en raison d'une grave blessure aux cervicales, l'ayant rendu inapte à la pratique du rugby en France.

### En équipe nationale
Elia Elia joue avec l'équipe des Samoa des moins de 20 ans entre 2015 et 2016,. En 2015, il dispute le championnat du monde junior, puis l'année suivante le trophée mondial. Lors de la dernière compétition, il joue au poste de troisième ligne centre, et inscrit six essais en trois matchs, grâce à deux triplés contre le Zimbabwe et l'Espagne.
Il est appelé pour la première fois avec l'équipe des Samoa en octobre 2016. Il obtient sa première cape internationale le 12 novembre 2016 à l'occasion d'un test-match contre l'équipe de France à Toulouse.
En 2019, il rate la Coupe du monde au Japon, en raison d'une blessure au tendon d'Achille subie lors d'un match de préparation,.

## Palmarès

### En club
- Champion d'Angleterre en 2021 avec les Harlequins

### En équipe nationale
- 7 sélections avec les Samoa depuis 2016[3].
- 0 point.